# Mathilde d'Angoulême
Mathilde d'Angoulême (av. 1181-ap. 29 août 1233) est une noble angoumoisine, descendante directe des comtes d'Angoulême. Pendant sa jeunesse, Mathilde est le centre d'enjeux politiques et territoriaux concernant le contrôle de l'Angoumois.
Au début du XIIIe siècle, elle devient comtesse de la Marche par son mariage avec Hugues IX le Brun, seigneur de Lusignan.

## Biographie

### Famille
Mathilde est la fille unique de Vulgrin III (♰ 29 juin 1181) comte d'Angoulême et de son épouse, Elisabeth (♰ ap. 20 mars 1202 et av. avr. 1213) de la maison d'Amboise, fille d'Hugues II (♰ av. 1196) seigneur d'Amboise, Chaumont, Montrichard, et de Mathilde de Vendôme,,.
Elle est la nièce des comtes d'Angoulême Guillaume VII Taillefer (♰ 1186) et Aymar II (v. 1160-16 juin 1202), frères cadets de son père Vulgrin III, et la cousine d'Isabelle Taillefer (v. 1192-4 juin 1246), reine d'Angleterre puis comtesse d'Angoulême et de la Marche.

#### Anthroponyme
Elle porte le prénom de sa grand-mère maternelle : Mathilde de Vendôme, fille de Jean Ier, comte de Vendôme, et de Richilde de Lavardin.

### Héritage et spoliation
À la mort de son père, Vulgrin III, en 1181, la mère de Mathilde se retire auprès de son frère Sulpice III d'Amboise,. Richard Cœur de Lion, duc d'Aquitaine, se déclare son tuteur, espérant pouvoir disposer du comté d'Angoulême,. Ses oncles Guillaume VII et Aymar contestent la succession invoquant peut-être le droit de viage en vigueur dans de nombreuses familles poitevines. Ce droit faisait de Guillaume VII le comte en titre. Guillaume VII Taillefer et Aymar refusent que leur nièce soit investie du comté d'Angoulême qu'ils considèrent comme leur propre héritage. Ils en revendiquent la succession et écarte leur nièce du titre et de la terre d'Angoulême. En conflit avec leur suzerain, Richard Cœur de Lion, ils se réfugient chez leur frère utérin, Adémar V, vicomte de Limoges,.
Guillaume VII Taillefer meurt en 1186, sans union ni descendance. Son cadet, Aymar II, lui succède à la tête du comté. Philippe Auguste pour l'attirer dans l'alliance capétienne lui fait épouser Alix de Courtenay, sa cousine, petite-fille du roi de France, Louis VI le Gros, en 1186,.
Après son mariage avec Hugues IX le Brun, seigneur de Lusignan, comte de la Marche,, Mathilde est à nouveau le centre d'une lutte dynastique, entre les rois d'Angleterre et de France, déclenchée après la mort du comte d'Angoulême Aymar II (♰ 1202), père d'Isabelle. Mathilde semble disposer des châteaux de Bouteville et de Châteauneuf puisqu'ils servent aux Lusignan de base pour mener des opérations militaires dans le comté. Ils sont un sujet de négociation lors du traité de Parthenay de 1214,,,.
La remariage d'Isabelle d'Angoulême en 1220 avec son beau-fils, Hugues X de Lusignan, amène le titre et la terre d'Angoulême à la maison de Lusignan, avant d'être finalement intégrés au début du XIVe siècle à la maison de Valois puis à la couronne de France.

### Mathilde et Isabelle d'Angoulême
Après la mort de son époux en 1219 à Damiette, Mathilde maintient ses revendications contre son beau-fils, Hugues X, devenu comte d'Angoulême par son mariage avec Isabelle en 1220.
Le litige entre les deux cousines se solde grâce à l'intervention de l'archevêque de Tours, Juhel de Mathefelon, qui les réunit à Tours le 29 août 1233. Mathilde et Isabelle concluent une entente par laquelle Mathilde renonce à ses droits héréditaires et abandonne à Isabelle, à son mari, Hugues X de Lusignan, et à leurs héritiers, ses droits sur le comté d'Angoulême et ses droits de douaire sur le comté de la Marche en échange d'une rente annuelle de 500 livres tournois à laquelle Isabelle ajoute 500 livres tournois en argent comptant. Pour garantir l'accord, Mathilde accepte d'être excommuniée par les archevêques de Tours et de Bordeaux et les évêques de Poitiers, Angoulême et Saintes au cas où elle viendrait à l'enfreindre,,,.
Mathilde n'aura jamais disposé de l'héritage familial de son père. Après cela, on ne rapporte plus rien à son sujet.

## Mariage

### HuguesIXle Brun
En 1200 ou quelque temps après, Mathilde épouse Hugues IX le Brun (av. 1151-11 août 1219), seigneur de Lusignan (ap. 1171-1219) et comte de la Marche (1199-1219). Il est le fils d'Hugues le Brun (v. 1124-v. 1169) et d'Aurengarde d'Exoudun (av. 1139-ap. 1169). Son frère cadet est le comte d'Eu, Raoul Ier d'Exoudun (av. 1169-1er mai 1219), et son frère utérin, Hugues de Surgères (v.1174-1212), est vicomte baillistre de Châtellerault de 1203 à 1212,. Il semble que la dot de Mathilde était composée des châteaux de Bouteville et de Châteauneuf en Angoumois,,.
De cette unique union qu'elle avait contracté avec Hugues IX le Brun aucune descendance ne lui est connue.

## Sources et bibliographie